# Alessandro Perissinotto
Alessandro Perissinotto, né à Turin en 1964, est un écrivain, enseignant et traducteur italien, auteur de romans policiers.

## Biographie
Alessandro Perissinotto naît dans la capitale piémontaise, de parents ouvriers chez Fiat. Adolescent, il décide de quitter l'école du constructeur automobile turinois et son futur métier de technicien  auquel elle le destinait et décide de reprendre ses études. Parallèlement à ces dernières et afin notamment de les financer, il exerce différents métiers. En 1982, il obtient une licence de lettres, avec une thèse en sémiologie. Dès lors, il se consacre au monde encore peu exploré du multimedia, se spécialise dans le langage des signes dans les contes, est chercheur en didactique de la littérature. Il publie ainsi les essais Il testo multimediale, Metamorfosi della rete et Gli attrezzi del narratore. Il est également l'un des trois rédacteurs à collaborer au Dizionario della fiaba : simboli, personaggi, storie delle fiabe regionali italiane  (ISBN 88-8353-054-3), de Gian Paolo Caprettini, publié en 2000.
Il est professeur à la Faculté des sciences de l'éducation de l'Université de Turin, après avoir également enseigné durant quelques années à Bergame et chroniqueur au journal de sa ville natale, La Stampa.
Il commence l'écriture de romans à l'âge de 25 ans et, en raison notamment de son amour pour le roman réaliste, il choisit le roman noir qui, à son avis, est empreint de réalisme italien. En 1997, est publié son 1er roman L’anno che uccisero Rosetta, une enquête secrète, en 1960, sur la mort de Rosetta, une fille d'un village des Alpes piémontaises, survenue en 1944.
La Chanson de Colombano (La canzone di Colombano), publiée en 2000, se déroule à Chaumont, dans le Val de Suse en 1533. Quatre cadavres d'une même famille sont découverts près du chantier de Colombano, un tailleur de pierre, coupable idéal pour les chaumontois. Ippolito Berthe, jeune ecclésiastique et également juge dans la ville, mène l'enquête.
Le roman suivant, Train 8017 (Treno 8017) est également un retour vers le passé. Adelmo Baudino est révoqué en 1946 de son poste d'inspecteur de la police ferroviaire, injustement accusé de collaboration fasciste. Il apprend, en lisant la rubrique des faits divers, l'assassinat de deux cheminots, dont un ancien collègue susceptible de témoigner en vue de sa réhabilitation. Il décide de mener sa propre enquête, découvre de nouveaux assassinats et relie ces meurtres à une catastrophe ferroviaire dans un tunnel, qui a réellement eu lieu dans la nuit du 2 au 3 mars 1944, à Balvano, dans la province de Potenza.
Avec À mon juge (Al mio giudice), roman épistolaire, le classique échange de lettres est remplacé par une correspondance par courriels entre le suspect, un hacker et le juge d'instruction. Dans ce roman, Alessandro Perissinotto nous fait pénétrer dans les milieux connexes de la haute finance, les salles de marché, leur transactions spéculatives et tout un monde interlope sévissant sur la toile.
Ses trois romans, L'ultima notte bianca, La società dell'indagine et L'orchestra del Titanic, ont pour héroïne Anna Pavesi, ancienne psychologue devenue détective.
En 2016, sous le pseudonyme Arno Saar, il commence une série mettant en scène le commissaire Kurismaa, « ancien champion de ski de fond, [et] le meilleur flic de la brigade criminelle de Tallinn en Estonie ».
Alessandro Perissinotto a traduit ou a collaboré aux traductions des romans policiers de Jean-Christophe Grangé.

## Anecdote
Alessandro Perissinotto fait partie, aux côtés notamment d'Alessandro Baricco, de l'équipe nationale de football des écrivains italiens (L'Osvaldo Soriano Football Club).

## Œuvres

### Romans

#### SérieAnna Pavesi
- L'ultima notte bianca, Milan : Rizzoli, 2007, 221 p.  (ISBN 978-88-17-01579-0) Publié en français sous le titre La Dernière Nuit blanche, traduit par Patrick Vighetti. Paris : Gallimard, collection Série noire, 2010, 258 p.  (ISBN 978-2-07-012334-6)
- La società dell'indagine, Milan : Bompiani, 2008, 105 p.  (ISBN 978-88-452-6099-5)
- L'orchestra del Titanic, Milan : Rizzoli, 2008, 313 p.  (ISBN 978-88-17-02469-3)

#### Autres romans
- L'anno che uccisero Rosetta, Palerme : Sellerio, 1997, 180 p.  (ISBN 88-389-1365-X) Publié en français sous le titre L'Année où Rosetta a été tuée, traduit par Patrick Vighetti. Paris : Odile Jacob, Thriller, 2010, 208 p.  (ISBN 978-2-7381-2605-4)
- La canzone di Colombano, Palerme : Sellerio, 2000, 206 p.  (ISBN 88-389-1610-1) (Prix Fedeli, 2001) Publié en français sous le titre La Chanson de Colombano, traduit par Patrick Vighetti. Lyon : La Fosse aux ours, 2002, 190 p.  (ISBN 2-912042-45-3)
- Treno 8017, Palerme : Sellerio, 2003, 227 p.  (ISBN 88-389-1878-3) Publié en français sous le titre Train 8017, traduit par Patrick Vighetti. Lyon : La Fosse aux ours, 2004, 217 p.   (ISBN 2-912042-65-8)
- Al mio giudice, Milan : Rizzoli, 2004, 236 p.  (ISBN 88-17-00378-6) (Prix Grinzane Cavour du roman italien contemporain, 2005) Publié en français sous le titre À mon juge, traduit par Patrick Vighetti. Paris : Gallimard, collection Série noire, 2007, 285 p.  (ISBN 978-2-07-078209-3)
- Una piccola storia ignobile, Milan : Rizzoli, 2006, 246 p.  (ISBN 88-17-01051-0) Publié en français sous le titre Une petite histoire sordide, traduit par Patrick Vighetti. Paris : Gallimard, collection Série noire, 2009, 263 p.  (ISBN 978-2-07-012027-7)

### Romans signés Arno Saar

#### Sériecommissaire Kurismaa
- Il treno per Tallinn, 2016
  - Le Train pour Tallinn, La Fosse aux ours, 2019  (ISBN 978-2-35707-140-7)
- La neve sotto la neve, 2017
  - La Neige sous la neige,  La Fosse aux ours, 2020  (ISBN 978-2357071544)

### Essais
- Il testo multimediale : gli ipertesti tra semiotica e didattica, Turin : UTET libreria, 2000, 247 p.  (ISBN 88-7750-603-2)
- Metamorfosi della rete : analisi socio-semiotiche sul Web che cambia, Bergame : Bergamo university press : Sestante, 2001, 124p.  (ISBN 88-87445-15-X)
- Gli attrezzi del narratore : Modi per costruire storie da Joyce a Dylan Dog, Turin : Scuola Holden - Milan : BUR, 2005, 175 p.  (ISBN 88-17-00897-4)

## Prix et distinctions
- 2001 : Prix Fedeli, pour La Chanson de Colombano (La canzone di Colombano)
- 2005 : Prix Grinzane Cavour du roman italien contemporain, pour À mon juge (Al mio giudice)
- 2005-2006 : Prix Letterario Chianti[3], pour À mon juge (Al mio giudice)
- 2006 : Prix Camaiore di Letteratura Gialla, pour Une petite histoire sordide (Una piccola storia ignobile)